# روش‌های جبران
روش‌های جبران (پاداش یا حق‌الزحمه) انواعی از الگوهای قیمت‌گذاری و کسب و کار است که در روش‌های مختلفِ بازاریابی اینترنتی، ازجمله فروش رابطه‌ای، تبلیغات متنی، بازاریابی موتورهای جستجو (شامل موتورهای جستجوی مقایسهٔ عمودی خرید و موتورهای جستجوی محلی) و تبلیغات نمایشی به‌کار می‌رود.

## پرداخت به‌ازای کنش
پرداخت به‌ازای کنش (CPA/ cost-per-action یا cost-per-acquisition) به‌عنوانِ گونه‌ای نمایشِ تبلیغات در اوایل سال ۱۹۹۸ میلادی به‌کار رفت. در این‌گونه تبلیغات، تبلیغ‌کننده در ازای کلیک، ثبت‌نام و مانند آن‌ها درآمد به‌دست می‌آورد.